# Ramón de Vicuña y Epalza
Ramón de Vicuña y Epalza (Portugalete, 31 d'agost de 1886 - 7 de febrer de 1935) fou un polític i empresari basc. Va estudiar dret a les universitats de Deusto i Barcelona, treballà al bufet d'Orueta i Marco Gardoqui, i com a empresari fou president de la Companyia Naviliera Bidasoa i de la Companyia de Mines Hispano-Africana, així com conseller de Ferrocarriles Vascongados, Ferrocarril de la Robla i Hulleras de Sabero i Anexos SA, i membre del consell d'administració de la Naviliera Sota y Aznar.
El 1904 es va afiliar al Partit Nacionalista Basc, del que en fou membre de l'Euskadi Buru Batzar des del 1916. Va escriure nombrosos articles al diari Euzkadi, del que en fou president del consell d'administració, i que el 1910 li van costar un procés per injúries. El 1914 es presentà a les eleccions a Corts Espanyoles, però no fou escollit. Més tard fou cònsol a Grècia i el 1930 formà part de la comissió per a reunificar els dos sectors del Partit Nacionalista Basc (Aberri i Comunión Nacionalista). El 24 d'abril de 1931 fou comissionat pel PNB, juntament amb Francisco Basterrechea Zaldívar i Manuel Robles Aranguiz per a oferir la col·laboració del seu partit a Alejandro Lerroux, Indalecio Prieto, Miguel Maura i Lluís Nicolau d'Olwer, membres del Govern de la República. A les eleccions generals espanyoles de 1933 fou elegit diputat per Bilbao. Va morir dos anys després. Durant la guerra civil espanyola la seva casa fou espoliada i la seva família marxà a l'exili.